# Sant Marçal de Sant Marçal

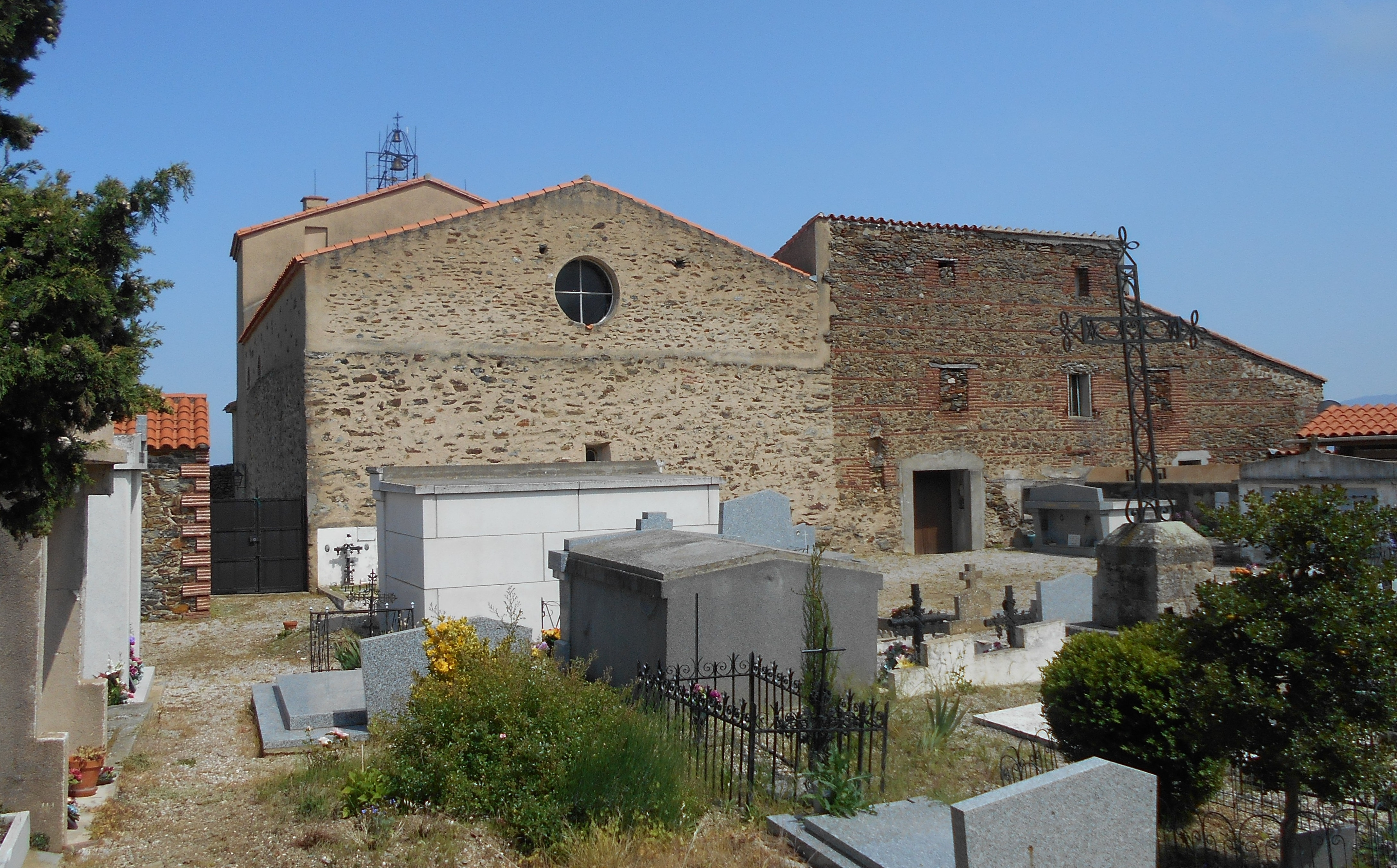
Església i castell de Sant Marçal

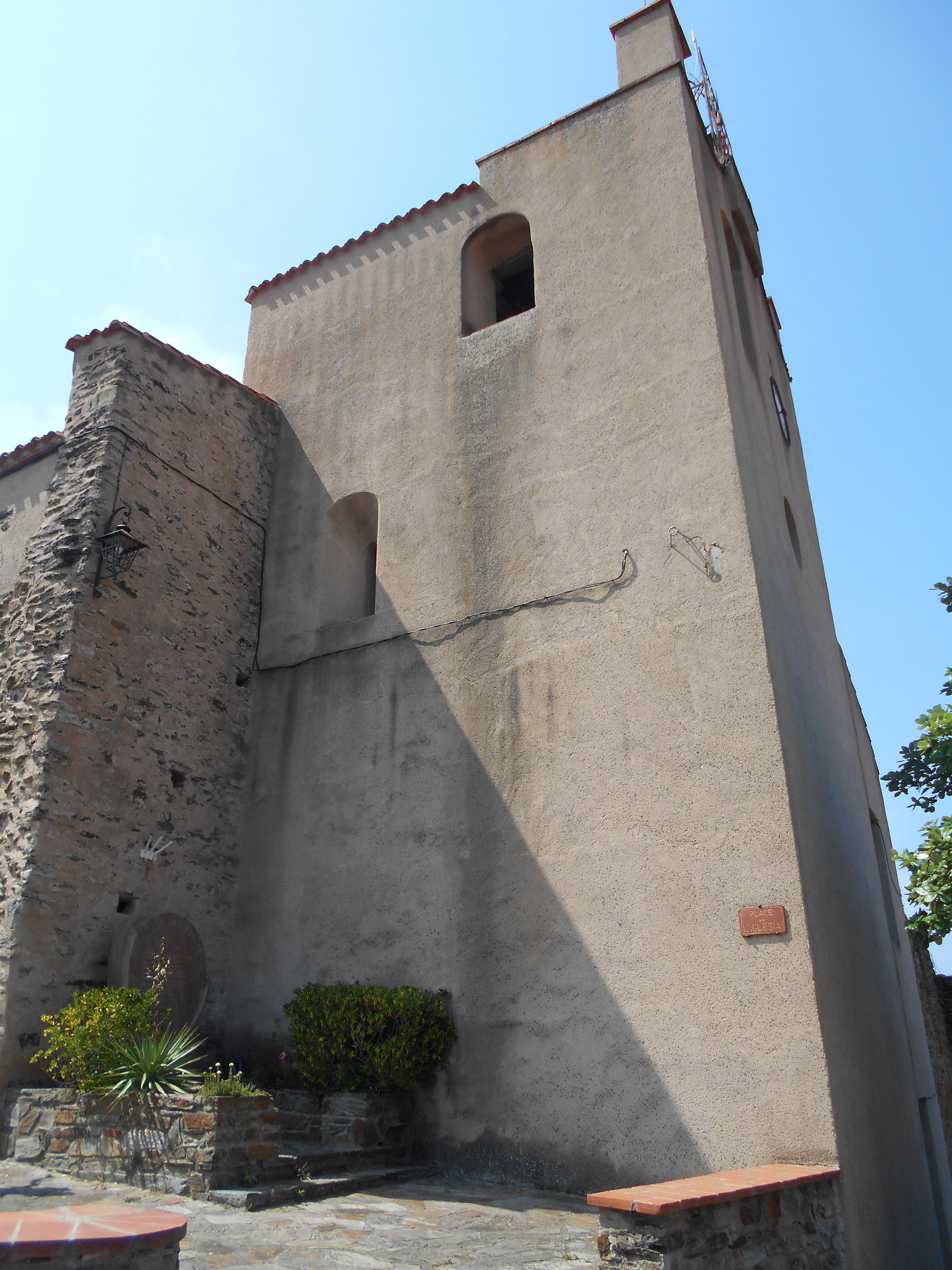
L'alt campanar de Sant Marçal

Sant Marçal de Sant Marçal és l'església parroquial del poble de Sant Marçal, de la comarca del Rosselló, a la Catalunya del Nord.
Està situada a l'extrem nord-oest del poble vell de Sant Marçal, amb el cementiri rere seu, ja fora del recinte murallat.
Aquesta església és documentada des del 1185, any en què Ramon d'Orla llegà als templers del Masdéu les terres que posseïa en alou en el terme de Sant Pere de la Serra i Sant Marçal.
L'església de Sant Marçal (eccl. S, Marcialis de Sancto Martiali) és un edifici romànic del segle xii, molt modificat en els segles posteriors, sobretot a l'exterior.